# Patrocínios da Imaculada Conceição
O Serviço de Informação do Vaticano (VIS) é um serviço oficial gratuito de notícias do Gabinete de Imprensa da Santa Sé, fundado em 1991 na Cidade do Vaticano durante o pontificado do Papa João Paulo II. Ele transmite notícias diariamente às 15:00, horário local de Roma, exceto durante o mês de agosto e em feriados na Cidade do Vaticano (geralmente Dias Sagrados de Obrigação ). 
O serviço está disponível em quatro idiomas: inglês, espanhol, francês e italiano. O VIS é um serviço disponível gratuitamente e convida assinantes de todo o mundo a usar sua lista de endereços eletrônica. 
Geralmente, cada transmissão do VIS contém informações sobre atividades papais, incluindo reuniões, compromissos, publicações e audiências. Periodicamente são anunciadas as mortes dos prelados, assim como as atividades das várias congregações, concílios e sínodos. 
No sábado, 27 Junho de 2015, o Papa Francisco, através de um motu proprio ( "por iniciativa própria") carta apostólica, estabelecido na Cúria Romana a Secretaria de Comunicações.Espera-se que o VIS seja eventualmente incorporado nele.